# 筑西市立下館小学校
筑西市立下館小学校（ちくせいしりつ しもだてしょうがっこう）は、茨城県筑西市の中心部に位置する市立小学校。1873年（明治6年）に創立され、2人の文化勲章受章者を輩出している。

## 沿革
- 1873年 - 創立
- 1919年 - 下館尋常小学校と改名
- 1941年 - 下館国民学校と改称
- 1947年 - 下館町立下館小学校と改称
- 1954年 - 下館町の市制施行による下館市成立により、下館市立下館小学校と改称
- 2005年 - 下館市と他3町の合併による筑西市成立により、筑西市立下館小学校と改称

## 出身者
- 板谷波山（陶芸家・文化勲章受章者）
- 森田茂（洋画家・文化勲章受章者）
- 浅香鉄心（書道家・日本芸術院賞受賞）
- 田宮謙次郎（元プロ野球選手・元プロ野球監督）
- 吉川潮（演芸評論家・作家）
- 中嶋博行（ミステリー作家・弁護士）
- 田口ランディ（作家・エッセイスト）
- 中丸三千繪（オペラ歌手・マリア・カラス国際声楽コンクール優勝者）
- 大圃研 (医師)